# إنريكي مارتينيز هيريديا
إنريكي مارتينيز هيريديا (بالإسبانية: Enrique Martínez Heredia)‏ ولد بتاريخ 27 يناير 1953 في أويسا، هو دراج إسباني سابق في صنف سباق الدراجات على الطريق.

## سجل النتائج

### سباقات أو مراحل فاز بها
- طواف إسبانيا

## روابط خارجية
- إنريكي مارتينيز هيريديا على موقع أرشيف الدراجات (الإنجليزية)
- إنريكي مارتينيز هيريديا على موقع إحصائيات الدراجات الإحترافية (الإنجليزية)
- إنريكي مارتينيز هيريديا على موقع CycleBase (الإنجليزية)